# Barjenbruch
Barjenbruch ist ein Ortsteil der Gemeinde Winkelsett, die zur Samtgemeinde Harpstedt im niedersächsischen Landkreis Oldenburg gehört.

## Geografie und Verkehrsanbindung
Barjenbruch liegt nördlich des Kernortes Winkelsett, südwestlich des Kernortes Harpstedt und südlich des Stadtkerns von Wildeshausen. Westlich fließt die Katenbäke, ein rechtsseitiger Nebenfluss der Hunte, die weiter westlich fließt. Am westlichen Ortsrand fließt der Köhlbach, ein rechtsseitiger Nebenfluss der Katenbäke.